# Selapan
Selapan is een bestuurslaag in het regentschap Pringsewu van de provincie Lampung, Indonesië. Selapan telt 1860 inwoners (volkstelling 2010).